# Beate Bendel
Beate Bendel (* 1954 in Berlin) ist Keramikerin und Malerin in Berlin.

## Biographie
Nach dem Abitur 1972 studierte Beate Bendel bis 1977 Pädagogik und Sprachen in Halle (Saale) und Berlin. 1978 bis 1980 machte sie eine Ausbildung zur Keramikerin in Berlin, die sie 1980 bei Hedwig Bollhagen abschloss. Seit 1980 arbeitete sie selbstständig als Keramikerin. Nach dem Abschluss als Keramiker-Meisterin 1982 war Beate Bendel bis 1986 stellvertretende Obermeisterin der Töpfer in Berlin.
Seit 1990 arbeitet sie als freischaffende Künstlerin, wendet sich ab 1993 immer mehr der Malerei zu und partizipierte 1994 am Künstleraustausch London–Berlin. Mittlerweile ist die Malerei der Hauptbestandteil ihres künstlerischen Schaffens.

## Ausstellungen

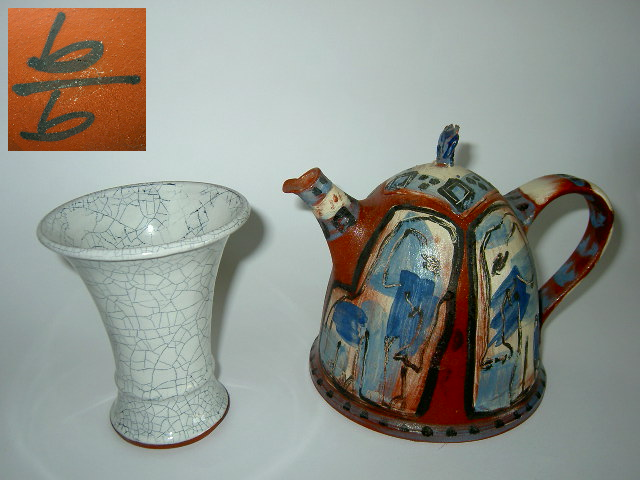
Zwei Arbeiten von Beate Bendel aus ihrer vorwiegend keramischen Schaffenszeit. Die beiden hier gezeigten Dekore fließen in späteren Arbeiten ineinander. Die Kanne zeigt bereits deutlich den Stil ihrer Malerei.

Seit 1981 zahlreiche Ausstellungen u. a. in:
- Kleine Galerie Magdeburg
- Galerie Friedländer Tor Neubrandenburg
- Sommergalerie Prerow
- Galerie im Turm Berlin
- Kunst- und Antiquitäten-Galerie Glauchau mit Manfred Bofinger
- Studio Galerie Berlin
- Galerie Vogtland Plauen
- Schloss Oranienburg
- Galerie Budissin Bautzen
- Galerie Mizner Park Berlin
- Ausstellungsbeteiligung Kunsthof Oranienburger Straße Berlin
- Landesvertretung von Berlin Bonn
- Galerie des Tagesspiegels / Uhlandstraße Berlin
- Kanzlei Kärgel und Lauritzen Kurfürstendamm Berlin
- Neues Kunstquartier Detmold
- Galerie Arcus Berlin
- Greifengalerie Greifswald
- Galerie Art Wittenberg